# Casimir Simienowicz

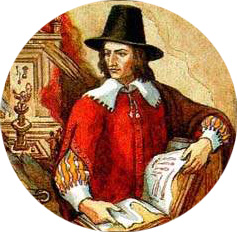
Casimir Simienowicz

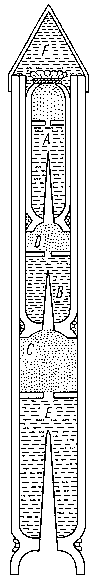
Mehrstufige Feststoffrakete von Simienowicz

Casimir Simienowicz (* um 1600; † 1651) war ein Adliger aus Polen-Litauen. Geboren im Gebiet Raseiniai, war er wahrscheinlich litauischer Abstammung. Die litauische Form Kazimieras Simonavičius ist unbelegt und nur eine Rekonstruktion nach heutigem Gebrauch; im 17. Jahrhundert gab es keine litauischen Familiennamen.

## Leben
Casimir Simienowicz erwarb an der Universität Vilnius den Magistertitel. Später war er als Militäringenieur und Offizier tätig. Simienowicz bereiste im Auftrag des Königs Władysław IV. Wasa u. a. die Niederlande. Er war ein Artillerie-Spezialist und Pionier der Raketentechnik und hinterließ mit seinem Werk Ars magna artilleriae pars prima von 1650 eine der ersten Beschreibungen zur dreistufigen Raketentechnik.

## Artis Magnae Artilleriae

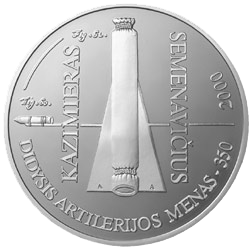
Litauische Münze zu 50 Litas zum 350. Jubiläum der Artilleriekunst aus dem Jahr 2000

1650 wurde in Amsterdam das Werk Artis Magnae Artilleriae („Große Artilleriekunst“) gedruckt. Das Werk wurde ins Französische (1651), Deutsche (1676), Niederländische (1729) und Englische übersetzt. Der deutsche Titel lautet:
Vollkommene Geschütz-, Feuerwerck- und Büchsenmeisterey-Kunst / Hiebevor in Lateinischer Spraach beschrieben und mit Fleiß zusammengetragen Von Casimiro Simienowicz, Königl. Majest. und der Cron Pohlen General Feldzeugmeister Leutnant. Anietzo Jn die Hochteutsche Spraach übersetzet: Von Thoma Leonhard Beeren/Lipsien.
Hier sind neben dem Stand der Artillerietechnik auch Daten zu Feuerwerken zu finden. Der von Daniel Elrich (Stückhauptmann zu Frankfurt am Main) verfasste zweite Teil wurde nicht mehr gedruckt und gilt als verschollen.